# Aegiochus spongiophila
Aegiochus spongiophila är en kräftdjursart som först beskrevs av Semper 1867.  Aegiochus spongiophila ingår i släktet Aegiochus och familjen Aegidae. Inga underarter finns listade i Catalogue of Life.